# HD 62141
HD 62141，又名BD+22 1756，SAO 79641、HR 2978，是一颗恒星，视星等为6.21，位于銀經197.75，銀緯21.02，其B1900.0坐标为赤經7h 37m 24.8s，赤緯+22° 21.02′ 7″。